# Cosmopterix macrula
Cosmopterix macrula là một loài bướm đêm thuộc họ Cosmopterigidae. Loài này có ở Úc.